# Ĭ
Az Ĭ (kisbetűs alakja: ĭ), vagy I brevével, egy olyan latin ábécés betű, melyet a románban 1904 előtt használtak, illetve alkalmazzák az azeri, bolgár, dargva, lak, fehérorosz,   lezg, orosz, udmurt, csecsen, uklrán szövegek átírásakor, valamint a tigrina BGN/PCGN átírásakor. Az I betűből valamint a breve diakritikus jelből áll.

## Karakterkódolás
Az I brevével karaktert a következő Unicode-okkal lehet megjeleníteni:
| Karakterkészlet | Kisbetű (ĭ) | Nagybetű (Ĭ) |
| --------------- | ----------- | ------------ |
| Unicode         | U+012C      | U+012D       |

## Lásd még
- Й, A cirill i brevével
- Breve
- Latin ábécé
- I